# Charles-Jesaja Herrmann
Charles-Jesaja Herrmann (8 februari 2000) is een Duits professioneel voetballer die sinds 2021 uitkomt als aanvaller voor de Belgische eersteklasser KV Kortrijk. Charles-Jesaja Herrmann, ook gekend als Jesaja Hermann, heeft ook nog de Ghanese nationaliteit en is de zoon van de Ghanese bondscoach Charles Akonnor. De speler kwam al meerdere keren uit voor de jeugdelftallen van Duitsland maar kan ook opteren om voor Ghana uit te komen.

## Jeugd
Charles-Jesaja Herrmann groeide op bij zijn moeder in Hannover. Hij sloot zich op zijn 15e aan bij VfL Wolfsburg, de club waar zijn vader enkele jaren eerder had gespeeld. In de U19 van Wolfsburg speelde hij 43 wedstrijden en scoorde 21 keer.

## Clubcarrière

### VFL Wolfsburg II
Na het doorlopen van de jeugdreeksen bij Wolfsburg kreeg Herrmann de mogelijkheid om te gaan spelen bij het reserveteam van VfL Wolfsburg. Omwille van de coronapandemie werd de wedstrijden van de reserveteams niet georganiseerd. Hierdoor kwam Herrmann niet vaak aan spelen toe.

### KV Kortrijk
Op 8 juli 2021 tekende Herrmann een contract tot 30 juni 2024 bij KV Kortrijk. De aanvaller testte eerder al bij  SV Zulte Waregem waar hij tweemaal scoorde in een oefenmatch tegen Oudenaarde, genoot ook interesse uit de Duitse tweede klasse maar opteerde toch voor Kortrijk.
De aanvaller maakte zijn debuut in de Jupiler Pro League voor Kortrijk op 24 juli 2021. In de wedstrijd tegen RFC Seraing verzamelde de aanvaller zijn eerste speelminuten. Herrmann scoorde niet, maar de wedstrijd eindigde op 2-0 in het voordeel van Kortrijk.

## Interlandcarrière
Herrmann, die in Duitsland is geboren, speelde al voor de Duitse nationale jeugdteams van de U15, U16, U17, U18 en U19.